# Frozen (2010)
Frozen is een Amerikaanse horrorfilm uit 2010 geregisseerd door Adam Green. Frozen, een onafhankelijke film, ging op 5 februari 2010 in première op het Sundance Film Festival. Daaropvolgend presteerde hij relatief slecht in de bioscopen. In het eerste weekend haalde hij een omzet van € 100.000 en in totaal minder dan € 2,5 miljoen.
De film speelt zich af in New England, maar werd opgenomen nabij Ogden (Utah).
Frozen werd genomineerd voor een Saturn Award voor beste horrorfilm in 2010.

## Verhaal
De twee beste vrienden Dan en Joe gaan op een zondagnamiddag skiën op de berg Holliston. Dan neemt ook zijn vriendin Parker mee die in tegenstelling tot henzelf geen ski-ervaring heeft. Dat maakt dat vooral Joe er een slechte dag aan heeft. 's Avonds besluiten ze daarom nog eenmaal de berg af te dalen en nemen vlak voor de sluiting van de piste de stoeltjeslift naar boven. Door een misverstand wordt de lift echter uitgeschakeld voor ze boven zijn, en het drietal strandt een twintigtal meter boven de verder verlaten piste in het donker en de ijzige kou.
Ze denken eerst dat het een technisch mankement is, maar beseffen al snel dat men hen vergeten is. Wetende dat het skioord pas de vrijdag daarop weer opent en dat ze geen vijf dagen zullen overleven in de bittere kou besluit Dan naar beneden te springen en hulp te halen. De sprong levert hem echter een dubbele open beenbreuk op en even later wordt de jongeman door wolven belaagd. Joe besluit over de draagkabel naar een steunpilaar te klauteren om hem te helpen, maar hij is nauwelijks weg of Dan wordt door de wolven gedood.
Joe en Parker spenderen de rest van de nacht op de stoeltjeslift. Intussen begint Parker almaar ernstiger bevriezingsverschijnselen te vertonen. Nog steeds beseffende dat ze het geen vier dagen meer zullen volhouden besluit Joe opnieuw te proberen over de kabel te klauteren. Bij zijn vertrek beschadigt hij wel de verbinding tussen de stoeltjes en de kabel. Ondanks dat de staalkabel zijn handen helemaal opensnijdt haalt hij het deze keer en hij verdwijnt met de belofte hulp te halen op een snowboard en achtervolgd door wolven af de helling.
Parker wacht nu moederziel alleen op hulp maar als die een dag later nog steeds niet is gekomen beseft ze dat Joe het wellicht niet heeft gehaald. Ze maakt zich klaar zelf te springen, maar dan schiet het stoeltje los van de kabel en zakt geremd door een steunkabel zover naar beneden dat Parker veilig op de grond kan springen. Ze krijgt wel het stalen gevaarte op haar onderbeen, maar kan toch al kruipend op zoek naar hulp. Onderweg komt ze oog in oog te staan met een wolf, maar diens roedel heeft genoeg aan Joe, die ze wat verderop aan het verorberen zijn. Uiteindelijk bereikt ze een weg waar ze na wat wachten wordt opgepikt en naar een ziekenhuis gebracht.

## Rolverdeling
| Acteur        | Personage     | Opmerkingen       |
| ------------- | ------------- | ----------------- |
| Kevin Zegers  | Dan Walker    |                   |
| Emma Bell     | Parker O'Neil | Dans vriendin     |
| Shawn Ashmore | Joe Lynch     | Dans beste vriend |